# Тигровые песчаные акулы
Тигровые песчаные акулы (лат. Carcharias) — род хрящевых рыб семейства песчаных акул отряда ламнообразных. Встречаются во всех тропических морях за исключением восточной части Тихого океана. Летом совершают миграции к полюсам, зимой возвращаются ближе к экватору. Часто встречаются в зоне прибоя до глубины 191 м. Название рода происходит от слова греч. καρχαρίας — «акула».
У этих акул коренастое тело и немного приплюснутое рыло. Глаза маленькие. На верхней челюсти зуб на симфизе обычно отсутствует. Передние зубы оснащены широкими заострёнными зубцами. Первый спинной плавник сильно сдвинут назад, его основание находится ближе к основанию брюшных плавников. Спинные плавники приблизительно одинакового размера. Анальный плавник такой же или крупнее спинных плавников.

## Виды

### Существующие ныне
- Carcharias taurus Rafinesque, 1810 — Обыкновенная песчаная акула
- Carcharias tricuspidatus Day, 1878 — Индоокеанская песчаная акула

### Меловой период[5]
- † Carcharias amonensis
- † Carcharias tenuiplicatus
- † Carcharias cf. holmdelensis
- † Carcharias samhammeri

### Палеогеновый период
- † Carcharias whitei (Arambourg, 1952), палеоцен
- † Carcharias hopei (Agassiz, 1843), поздний палеоцен — эоцен
- † Carcharias acutissima (Agassiz, 1844), поздний эоцен
- † Carcharias teretidens (White, 1931), поздний палеоцен — эоцен
- † Carcharias robusta? (Leriche, 1921) ранний эоцен
- † Carcharias atlasi
- † Carcharias koerti (Stromer, 1905)
- † Carcharias vincenti (Woodward, 1899)
- † Carcharias teretidens

### Неогеновый период
- † Carcharias acutissima (Agassiz, 1843), олигоцен — плиоцен
- † Carcharias reticulata (Probst, 1879), олигоцен — миоцен
- † Carcharias cuspidata (Agassiz, 1843), олигоцен — миоцен
- † Carcharias taurus (Rafinesque, 1810), плейстоцен
- † Carcharias taurus (Rafinesque, 1810), плиоцен — плейстоцен
- † Carcharias cuspidata (Agassiz, 1843), плиоцен — миоцен